# Vugar Bayramov
Vugar Bayramov est un homme politique azerbaïdjanais, membre de VIe législature de l'Assemblée nationale d'Azerbaïdjan.

## Biographie
Vugar Bayramov est né le 13 juin 1975 dans le village d'Achaghi Guzlek de la région de Fizouli. Il est diplômé de la faculté des finances et du crédit de l'Université d'État d'économie d'Azerbaïdjan et de la faculté d'économie de l'Université de Washington. Il est l'auteur de 37 articles scientifiques. Il parle anglais et russe.

### Carrière
En 1999-2001, il a enseigné à l'Université d'État d'économie d'Azerbaïdjan et en 2001-2002, il a été conseiller auprès du Comité d'État pour les questions immobilières de la république d'Azerbaïdjan.
Il est membre du comité de politique économique, de l'industrie et de l'entrepreneuriat de l'Assemblée nationale et du comité du travail et de la politique sociale. Il est chef du groupe de travail sur les relations interparlementaires entre l'Azerbaïdjan et la Malaisie, membre des groupes de travail sur les relations avec les parlements des États-Unis d'Amérique, de la République fédérale d'Allemagne, d'Autriche, de Belgique, de Grande-Bretagne, du Brésil, de la république de Afrique du Sud, Italie, Turquie et Japon.
Il est membre de la délégation azerbaïdjanaise à l'Assemblée parlementaire Euronest.

### Famille
Vugar Bayramov est marié et a deux enfants.